# Географска карта
Карта или мапа (грчки  – „лист папира“; на средњовековном латинском mappa, на енглеском map'), умањени је математички одређени приказ Земљине површине или неког њеног дела на равној површини.
Земљина површина, због закривљености, не може се приказати у равни без деформација, а не могу се приказати ни све појединости и сви објекти на Земљиној површини. Према томе карте су деформисане и поједностављене слике Земљине површине с унапред одређеном сврхом. Употребљавају се за различите научне, техничке, економске, војне и културне потребе, па се и деле према размери, садржају и сврси.
Карта као поједностављен приказ простора и навигацијске помоћи истиче односе међу објектима унутар простора. Карта је дводимензионални, геометријски поуздан приказ тродимензионалног простора. Наука и умеће израде карата назива се картографија.

## Увод
Израда карата потиче још из каменог доба и помера датум открића писаног језика уназад неколико хиљада година. Једна од најстаријих карата насликана је на зиду Чатал Хојука у средњој Анадолији (данашња Турска), а настала је око 6200. п. н. е.
Док се о картама мисли као о производима разумног, научног погледа на свет, карте имају и свој митски квалитет. Предмодерне карте и традиције картирања ван западњачке традиције често су спајали географију с ненаучном космографијом показујући однос посматрача према свемиру. Средњовековне „Т-О“ карте, на пример, показују Јерусалим у средишту света, а у неким случајевима и однос Земљиног „тела“ према Исусовом телу. Супротно томе, поморске карте (или „портолани") из истог доба с приказом Средоземља изванредно су поуздане. Чак и данас испод своје чисто употребне вредности, карте могу бити снажна реторичка оруђа, па је то био извор јако плодног критицизма карата током последњих двадесет година, значајно у делима Ј. Б. Харлија, Марка Монмониера и Дениса Вуда.
Путне карте су данас можда најшире коришћене карте па формирају подскуп навигацијских карата, које такође укључују и поморске карте, карте железничке мреже али и планинарске и бициклистичке карте. Друштвеним картама, укључујући GreenMaps, све више расте важност. У терминима квантитета, највећи број нацртаних листова карата вероватно су направили месни геодети (види геодезија) у служби општина, сакупљања пореза, хитних служби и осталих локалних агенција. Многе националне геодетске пројекте извршила је војска попут Британског Орднанс Сурвеја (сада грађанска владина агенција светски позната по свом детаљном раду).

## Оријентација карата
Конвенционално већина геометријски поузданих карата садржи текст на врху када је карта окренута севером према горе, дакле север се налази на врху листа.
Карте на којима се север не налази на врху:
1. поларне карте
2. димаксионске карте
3. Неке правоугаоне карте направљене у Аустралији показују јужни пол на свом врху. Некима оваква карта може изгледати окренута наопачке. Оне су првенствено намењене за новости и туристичке карте.
4. Старе карте Еда показују јапанску царску палату на „врху“, али такође и у средини, карте. Ознаке на карти окренуте су на такав начин, да се не могу исправно прочитати све док се царска палата не постави изнад главе.
5. Европске средњовековне Т и О карте попут Херефордске карте света имају средиште у Јерусалиму, а исток на врху.

Ако се особа налази на некој лоцираној тачки унутар подручја карте, тада се карта може оријентисати на такав начин да свака тачка на карти лежи у истом смеру као одговарајуће тачке у стварности. Примена навигације на тај начин назива се оријентисање.

## Размера и поузданост
Многе, али ипак не све карте направљене су у размери, допуштајући читаоцу да схвати стварне величине и удаљености међу нацртаним објектима. Већа размера показује више детаља, па тражи већу подлогу (папир) за приказивање истог подручја. На пример, карте намењене планинарима често су размере 1:24,000, што значи да 1 било које јединице мерења на мапи одговара 24.000 истих јединица у природи; док су ауто-карте често размере 1:250,000. Карте које користе неки квалитет осим физичког подручја за одређивање релативне величине називају се картограми.
Познати пример карте без размере је карта Лондонске подземне железнице која најбоље испуњава своју намену тако што је физички мање поуздана, а више визуелно комуникативна према ужурбаном погледу радника. То није картограм (пошто не постоји никакво доследно мерење удаљености) него тополошка карта која такође осликава приближне правце. Једноставне карте приказане на неким путним знаковима праваца следећи су примери такве врсте.
Заправо већина комерцијалних навигацијских карата као што су путне карате и планови градова, жртвују одређену количину поузданости у размери како би допринеле већој визуелној корисности (на пример претеривање у ширини путева). Сличног мишљења као и крајњи корисник, картографи ће цензурисати садржај простора представљеног картом како би омогућили корисније оруђе том кориснику. На пример, путна карта може и не мора приказивати железничке пруге, или их може приказати мање јасније него ауто-путеве.

## Математички елементи карте
Математички елементи карте су они елементи на карти који се одређују математичким путем. Они служе да се прецизно унесе садржај на карту и ради лакшег сналажења на карти. Под овим се мисли на лакше одређивање растојања, површине, надморске висине и свих других мерљивих елемената карте.
У математичке елементе карте се убрајају:
- картографска мрежа,
- рам (оквир) карте,
- размер и размерник и
- подела карата према размеру.[3]

### Картографска мрежа
Картографска мрежа се састоји од меридијана и паралела (односно, географске ширине и дужине). Она нам помаже да одредимо тачан положај сваког места на Земљи. На картографској мрежи се јављају различита изобличења од тога да: полови нису тачке до тога да су паралеле праве линије...
Географи су разрадили многе начине за приказивање Земљине површине у равни. То су посебни математички начини конструкције, који дају изобличен приказ Земљине површине, при чему је познато колика су та искривљења на сваком месту на карти.

### Рам (оквир) карте
Рам или оквир карте представља једну или више линија које ограничавају садржај карте, односно, одређују површину која је приказана. Обично је то правоугаоник чија се северна и јужна страна поклапају са луковима паралела, а источна и западна страна са луковима меридијана. На раму карте су уписане вредности уцртаних меридијана и паралела изражене у степенима.

### Размера и размерник
Размера (или размер) је однос било које дужине на карти према одговарајућој дужини на површини Земље. Размер је уписан на свакој географској карти. Колико ће то умањење бити зависи од територије која се представља. Што је територија већа, размер ће бити ситнији.
Размерник је графички представљен размер. На њему се очитава растојање између две тачке у природи. Он се састоји од дужи издељене на неколико једнаких делова.
Први део, слева, подељен је на пет или десет једнаких делова и служи за тачније одређивање растојања. Растојање на карти најпре се мери лењиром или шестаром, а затим преноси на размерник где се очитава растојање у километрима.

### Подела карата према размери
Према размери, карте делимо на:
- ситноразмерне карте,
- средњоразмерне карте и
- крупноразмерне карте.

#### Ситноразмерне карте
Ситноразмерне карте приказују веће делове Земљине површине. Размере оваквих мапа су од 1:1.000.000 па навише.

#### Средњоразмерне карте
Средњоразмерне карте су карте размера од 1:200.000 до 1:1.000.000.

#### Крупноразмерне карте
Крупноразмерне карте су топографске карте и планови који приказују мање површине, али са великим бројем података. Размере се крећу до 1:200.000.

## Врсте карата
Према садржају и сврси карте се деле на:
- географске карте, на којима су приказани већи или мањи делови неког подручја Земље (могу бити крупне, средње и ситне размере);
- геолошке карте, приказују геолошке податке на Земљиној површини и испод ње;
- поморске карте конструисане су специјално за поморски саобраћај; садрже све елементе за навигацију, рељеф морског дна (дубине), положаје хридина и подводних гребена, морску обалу и објекте на обали који су важни за навигацију;
- топографске карте приказују у одређеној размери део Земљине површине у положајном и висинском (Надморска висина) смислу;
- на орографским картама представљене су планине неког краја или читаве државе;
- хидрографске (хидролошке) карте приказују воде неког краја,
- етнографске пребивалиште и распрострањеност националности неког краја,
- оријентиринг карте се користе као спортски реквизит за бављење оријентиринг спортом (размера од 1:4000 до 1:15000)

Према сврси, карте могу бити још: историјске, статистичке, туристичке, саобраћајне (ауто-карте), метеоролошке и друге.

## Карте света и пројекције
Карте света или великих подручја често су 'политичке' или 'физичке'. Најважнија намена политичке карте је приказивање територијалних граница; намена физичке је приказивање географских обележја попут планина, врсте тла или употребе земљишта. Геолошке карте приказују не само физичку површину, већ и дају и подповршинску представу о распрострањености и карактеристикама стена, раседних структура и др.
Карте које осликавају површину Земље такође користе пројекцију, тј. начин преношења тродимензионалне стварне површине геоида на дводимензионални лист папира. Можда најпознатија пројекција карте света је Меркаторова пројекција, првобитно намењена као облик поморске карте.

## Електронске карте
Од последње четвртине 20. века, незаменљив алат картографа је рачунар. Већи део картографије, посебно код геодетског прикупљања података, обухваћен је географским информационим системом (ГИС). Чак и када се не ради о ГИС, већина картографа сада користи различите рачунарске графичке програме за стварање нових карата. Интерактивне, рачунарски обрађене карте комерцијално су доступне и дозвољавају корисницима зумирање (увеличавање), понекад и могућностима замене једне карте с другом различите размере са средиштем у истој тачки. Сателитски навигациони системи у аутомобилу су рачунарски обрађене карте с планираном рутом и обавештајним уређајима које посматрају положај корисника путем сателита.
Зумирање у одређеном реду једне или комбинације више њих:
1. замењује карту с другом детаљнијом
2. повећава исту карту без повећања пиксела, дакле показује више детаља
3. повећава исту карту с повећањем пиксела (замењених правоугловима пиксела); без додатно приказаних детаља, али зависно од квалитета нечијег погледа могуће је видети више детаља; ако рачунарски приказ не показује суседне пикселе стварно одвојене, него преклопљене (то не укључује LCD, али може катодну цев), онда замењивање једног пиксела правоуглим пикселом показује више детаља. Разлика у овој методи је извођење интерполације.

На пример:
- Типично (2) се примењује на датотеку преносивог формата документа (ПДФ). Повећање у детаљима је, наравно, ограничено на информацију коју садржи датотека: повећањем криве може на крају резултовати у серијама стандардних геометријских облика попут равних линија или округлих лукова.
- (2) може се применити на текст и (3) на скицу обележја карте попут шуме или зграда.
- (1) може се применити на текст (приказујући ознаке за више обележја), док (2) се примењује на остатак слике. Текст се не мора повећавати када се зумира. Слично, пут приказан двоструком линијом може али и не мора постати шири приликом зумирања.
- Карта може такође имати слојеве који су делимично растерска, а делимично векторска графика. За појединачну слику растерске графике (2) примењује се све док пиксели на слици датотеке не одговарају пикселима на приказу, према томе (3) примењује се.